# Cyclura lewisi
Голубая циклура —  (Cyclura lewisi)  (лат.) — редкий вид ящериц из рода Циклуры семейства Игуановые. Эндемик острова Большой Кайман в Карибском море.
До 2004 года считалась подвидом вида Cyclura nubila.

## Описание
Самый заметный отличительный признак Cyclura lewisi — синий цвет. Эти ящерицы обитают в скальных, залитых солнцем, открытых засушливых районах леса или вблизи берега.